# Jogos Asiáticos de Praia de 2010
Os Jogos Asiáticos de Praia de 2010 foram a segunda edição do evento multiesportivo realizado na Ásia a cada dois anos. O evento foi realizado em Mascate, Omã.

## Países participantes
Quarenta e três países participaram do evento. Apenas a Coreia do Norte e Macau não enviaram delegação:
| - Afeganistão - Arábia Saudita - Bahrein - Bangladesh - Butão - Brunei - Camboja - Cazaquistão - China - Coreia do Sul - Emirados Árabes Unidos - Filipinas - Hong Kong - Iêmen | - Índia - Indonésia - Irão - Iraque - Japão - Jordânia - Kuwait - Laos - Líbano - Malásia - Maldivas - Mongólia - Myanmar - Nepal | - Omã - Paquistão - Palestina - Catar - Quirguistão - Singapura - Sri Lanka - Síria - Tajiquistão - Tailândia - Taipé Chinesa - Timor-Leste - Turquemenistão - Uzbequistão - Vietname |

## Esportes
Um total de 14 esportes integraram o programa da segunda edição dos Jogos Asiáticos de Praia. Entre parênteses o número de eventos por esporte:
| - Esqui aquático (6) - Fisiculturismo (6) - Futebol de areia (1) - Handebol de praia (2) - Jet ski (4) | - Kabaddi de praia (2) - Maratona aquática (4) - Polo aquático de praia (1) - Sepaktakraw de praia (4) - Tent pegging (8) | - Triatlo (2) - Vela (6) - Voleibol de praia (2) - Woodball de praia (4) |

## Quadro de medalhas
País sede destacado.
| Ordem | País                   | Medalha de ouro | Medalha de prata | Medalha de bronze |     |
| ----- | ---------------------- | --------------- | ---------------- | ----------------- | --- |
| 1     | Tailândia              | 15              | 10               | 11                | 36  |
| 2     | China                  | 12              | 6                | 5                 | 23  |
| 3     | Omã                    | 5               | 3                | 7                 | 15  |
| 4     | Iraque                 | 3               | 3                | 1                 | 7   |
| 5     | Indonésia              | 3               | 2                | 6                 | 11  |
| 6     | Índia                  | 3               |                  | 1                 | 4   |
| 7     | Kuwait[a]              | 2               | 3                | 1                 | 6   |
| 8     | Coreia do Sul          | 2               | 3                |                   | 5   |
| 9     | Emirados Árabes Unidos | 2               | 2                |                   | 4   |
| 10    | Japão                  | 2               | 1                | 3                 | 6   |
| 11    | Cazaquistão            | 1               | 2                |                   | 3   |
| 12    | Malásia                | 1               | 1                |                   | 2   |
| 12    | Síria                  | 1               | 1                |                   | 2   |
| 14    | Vietname               |                 | 4                | 4                 | 8   |
| 15    | Paquistão              |                 | 4                | 2                 | 6   |
| 16    | Jordânia               |                 | 2                | 1                 | 3   |
| 17    | Myanmar                |                 | 2                |                   | 2   |
| 18    | Taipé Chinesa          |                 | 1                | 4                 | 5   |
| 19    | Hong Kong              |                 | 1                | 3                 | 4   |
| 20    | Iémen                  |                 | 1                | 2                 | 3   |
| 21    | Irã                    |                 |                  | 2                 | 2   |
| 22    | Bangladesh             |                 |                  | 1                 | 1   |
| 22    | Brunei                 |                 |                  | 1                 | 1   |
| 22    | Arábia Saudita         |                 |                  | 1                 | 1   |
| 22    | Líbano                 |                 |                  | 1                 | 1   |
| 22    | Tajiquistão            |                 |                  | 1                 | 1   |
| TOTAL | TOTAL                  | 52              | 52               | 58                | 162 |

- a. ^ O comitê olímpico do Kuwait foi suspenso pelo Comitê Olímpico Internacional em janeiro de 2010 devido a interferências governamentais, forçando a sua delegação a competir sob a bandeira olímpica.[4][5]